# Pallium (levéltártan)
A pallium kifejezés a levéltári terminológiában olyan papírívet jelöl, amit az iratok tárolása és őrzése során a fizikailag más iratoktól különálló, ám egymással tartalmilag összefüggő iratlapok egybefogása és egyben azok védelme céljából használnak.
A fogalom eredetileg ókori népek köpenyszerű viseleti elemét jelölte, ma több tudományterület is alkalmazza: egyházi szóhasználatban például főpapi méltóságjelvényt, állattani terminológiában a puhatestűek egyik – magyarul egyszerűen köpenynek is nevezett – testrészét jelenti.

## Levéltári, irattári használatban

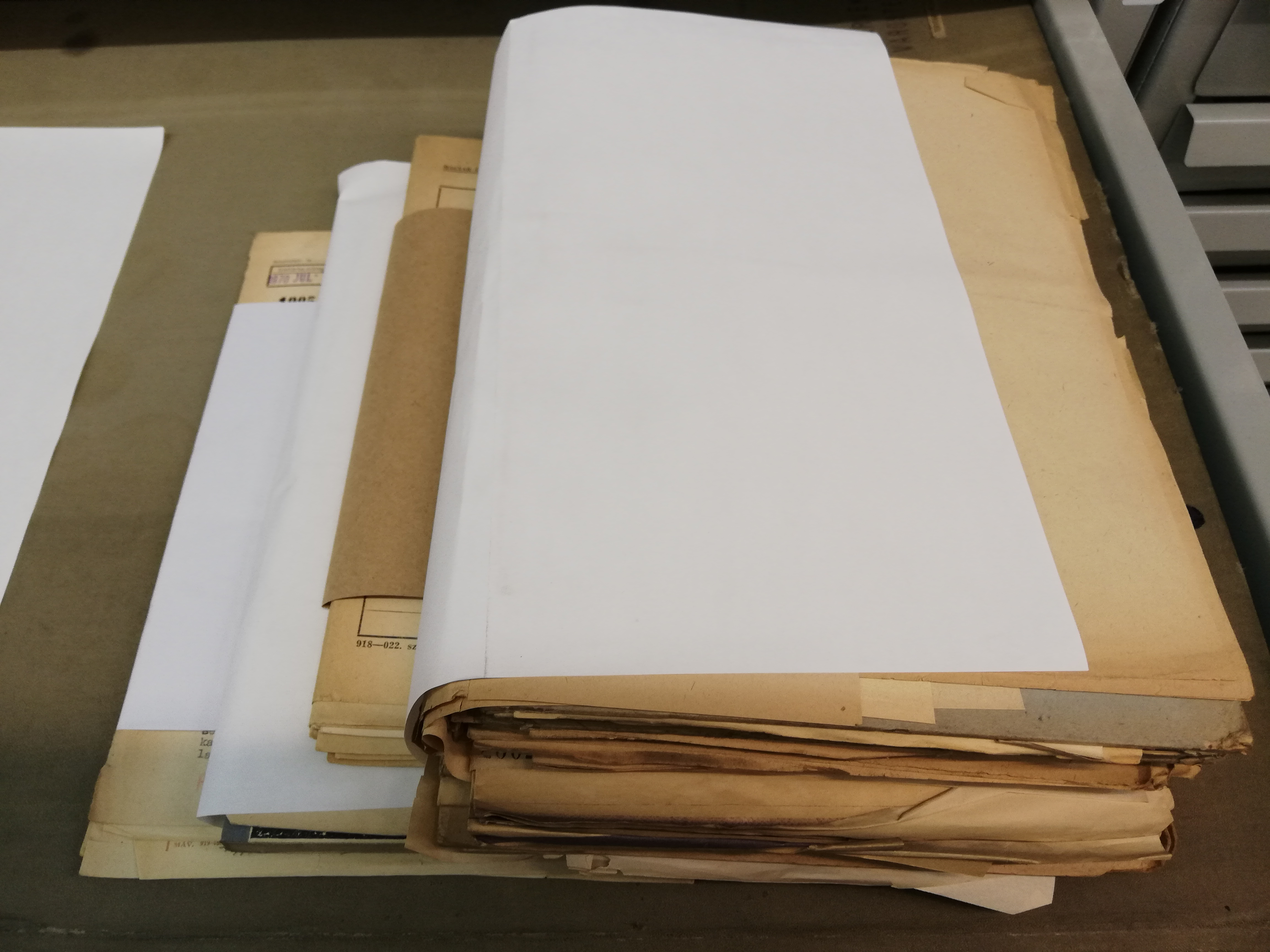
Eltérő terjedelmű iratok eltérő jellegű palliumokba burkolva (a barna színű, kis alakú pallium anyaga nem savmentes, használata nemkívánatos)

A kifejezés a hazai levéltári-irattári szaknyelvben a magyarul egyszerűen csak borítóként vagy fedőívként megnevezett irattárolási segédeszköznek a korábbi évszázadokból megmaradt, latin eredetű elnevezése. Az archivisztikai terminológia szerint a pallium a levéltári iratanyagok tárolásának egyik eszköze, erősebb anyagból készült papírív, amely azt a célt szolgálja, hogy a tematikus-tartalmi szempontból összetartozó iratlapokat összefogja, anélkül, hogy – mint például a különböző fém tűk és kapcsok – rongálná azokat. A borító, illetve az általa összefogott levéltári anyag legkisebb raktári egységnek is minősülhet, ha nincs egybefogva más levéltári anyaggal, de sokszor egy raktári egységben (dobozban, csomóban) több pallium, és ennek megfelelően többféle, egymással szorosan össze nem függő iratanyag is található.
Pusztán egy-egy iratköteg összefogására, annak egybetartozásának jelzésére alkalmasak olyan papírívek is, amik kisebbek az adott iratanyagban jellemző papírméretnél – ily módon például egy, nem túl sok lapból álló, jellemzően (kiterített) A4-es méretű lapokból álló iratköteget egybefoghat akár egy A5-ös méretű pallium, vagy egy annál keskenyebb papírcsík is. Mivel azonban a levéltári pallium feladatai közé tartozik az iratanyag bizonyos mértékű fizikai védelme is, általában kívánatos, hogy az félbehajtott állapotában is kiterjedtebb legyen az összefogott iratanyag jellemző lapméreténél. Ennek megfelelően például kiterítve tárolt A4-es lapméretű iratokhoz lehetőleg A3-asnál kissé nagyobb méretű lapok alkalmazása az ideális; gyakran használatos palliumméret ilyen esetekben a 350 × 500 milliméter.
Általában kívánatos ráírni a pallium előlapjára azokat az információkat, amelyek az ív által egybefogott iratok azonosításához szükségesek, illetve hasznosak. Ezek az információk elsődlegesen az iratanyag (állag vagy állagtalan fond) törzsszáma, a raktári egység (pl. doboz) sorszáma, az összefogott iratok jellegétől függően az az iratleíró szám, amely a palliumban lévő iratanyag minden darabjára vonatkozóan közös (pl. csoportszám vagy tételszám), illetve az iktatószámkör, vagyis az íven belül megtalálható legkisebb és legnagyobb iktatószám. Iktatás nélküli, tárgyilag rendezett iratok esetében, amelyek nem rendelkeznek iktatószámmal, esetleg más iratleíró számmal sem, értelemszerűen a palliumon belüli iratok tárgyát vagy tárgykörét kell feltüntetni. Célszerű továbbá, ha szerepel a borítólapon az iratkeletkeztető megnevezése, valamint az időkör (tehát a legkorábbi és legkésőbbi keletkezésű irat keletkezési évszáma vagy dátuma) is.
Ugyanúgy, mint a maradandó értéket képviselő iratok tárolásának-őrzésének egyéb eszközei (pl. dobozok, iratkötegelők stb.) esetében, a palliumoknál is lényeges, hogy savmentes alap- és adalékanyagok felhasználásával készüljenek. A korábban kiterjedten használt savas anyagú (leggyakrabban sárgásbarna színű) palliumok és dobozok alkalmazása kifejezetten kerülendő, mivel a levegő nedvessége hatására azokból felszabaduló vegyületek egy része károsítja az iratokat; ezek savmentesekre való fokozatos lecserélése fontos levéltári alapfeladat.